# Абомазотомия
Абомазотоми́я (от новолат. abomasum — сычуг и др.-греч. τομή — рассечение) — метод вскрытия сычуга через разрез в брюшной стенке. Применяется у овец для удаления плотных образований растительного и животного происхождения (безоары), а также у крупного рогатого скота при расширении и смещении сычуга, или закупорке его плотными кормовыми массами и песком.
Впервые абомазотомия была предложена советским ветеринарным хирургом С. Г. Ельцовым в 1936 году. Тогда метод применялся исключительно для удаления сычуга у овец.

## Абомазотомия у овец
Абомазотомия у овец проводится под сочетанным наркозом. По белой линии сзади мечевидного хряща вскрывается (длина разреза 10—15 см) брюшная полость и извлекаются наружу пилорические железы сычуга. Сычуг разрезается параллельно его кривизне в том месте, где сосуды большой и малой кривизны не доходят друг до друга. После удаления безоаров рана сычуга растягивается провизорными лигатурами по длине и накладывается шов ёлочкой по Шмидену, после чего на серозно-мышечный слой накладывается непрерывный шов по Ламберу. Затем на белую линию живота с брюшиной накладывается непрерывный шов, а на кожу с поверхностной фасцией и подкожной клетчаткой — узловатый. Также на рану снаружи накладывается коллодийная повязка, а внутрибрюшинно вводят антибиотики в 0,25 % растворе новокаина.

## Абомазотомия у крупного рогатого скота
Абомазотомия у крупного рогатого скота проводится в стоячем положении животного под паралюмбальной анестезией брюшной стенки. Последняя рассекается (длина разреза 15—18 см) с правой стороны послойным разрезом до брюшины (на расстоянии 4—5 см от последнего ребра и на 10—15 см ниже поперечнорёберных отростков), после чего брюшина надрезается и тупоконечными ножницами разрез увеличивается ещё на 10—15 см. На стенку сычуга накладываются два (наружный и внутренний) серозно-мышечных кисетных шва (в виде круга диаметром 5—7 см), и сычуг фиксируется за свободные концы нитей швов. Затем в центре изолированного кисетным швом участка сычуг разрезается, и в его полость вводится резиновый шланг — для откачки содержимого сычуга по принципу сифона. После откачки шланг извлекается, кисетный шов затягивается и завязывается узел, наружный кисетный шов снимается. В завершении операции рана обрабатывается антибиотиками в 0,25 % растворе новокаина. На кисетный шов снаружи накладываются серозно-мышечные швы по Ламберу, сычуг вправляется в брюшную полость. Наконец после введения раствора антибиотиков рана брюшной стенки зашивается двух- или трёхэтажным швом.

## Послеоперационное лечение
Животным после проведения операции назначают внутрь кофеин, желудочный сок, лактозу, внутривенно — хлорид кальция с глюкозой, также антибиотики (по показанию). На первые сутки после проведения абомазотомии рекомендуется голодная диета, затем в течение 6—7 суток с постепенным увеличением нормы — легко перевариваемый корм (морковь, сено).